# Villa de Tiberio
La Villa de Tiberio es una villa romana, conocida por que, durante el siglo I d. C., perteneció al emperador romano Tiberio. Está ubicada en la ciudad de Sperlonga, en la provincia de Latina, en el Lacio (el antiguo Latium adiectum).
El emperador residió entre los años 14 al 27 d. C., luego se trasladó a la Villa Jovis en la isla de Capri.
Los restos de la villa han sido erosionados por el mar,  pero todavía quedan algunas estructuras y una cueva donde se descubrieron algunas esculturas.
Desde diciembre de 2014, el Ministerio de Patrimonio y Actividades Culturales de Italia gestiona el sitio y el museo a través del Centro de Museos del Lacio, que en diciembre de 2019 se convirtió en la Dirección Regional de Museos. En 2015 registraron 42.625 visitantes.

## Historia
Es probable que la villa ya haya existido en época republicana tardía. Las primeras estructuras están relacionadas con una villa de finales de la época republicana, quizás perteneciente a Aufidio Lurcón, abuelo materno de Livia Drusila.[cita requerida] No estaba tan lejos de Roma, además estaba conectada por la urbe por medio de la vía Flacca.
La villa fue ampliada por Tiberio en el año 4 d. C. en un lugar donde la familia de su madre Livia Drusila poseía propiedades. Es probable que, durante este tiempo, Tiberio se hiciera de los diferentes conjuntos escultóricos que decoran la villa. En esos tiempos, el nivel del mar era inferior al actual, por lo que, la villa, que por años estuvo anegada, estaba sobre el nivel del mar.
El dueño de la villa, Tiberio, fue nombrado emperador en el año 14 d. C. Habitó la villa hasta el año 27 d. C. Durante el año 26 d. C.  Sejano salvó la vida del emperador, protegiéndolo con su cuerpo, durante un accidente con unas piedras durante un banquete, en el que murieron algunos sirvientes. Sejano salvó la vida del emperador, protegiéndolo con su cuerpo. Es probable que este evento haya motivado la mudanza de Tiberio a la Villa Jovis en la isla de Capri.
La villa siguió siendo habitada hasta tiempos tardo-romanos. Después de la época tardorromana la villa comenzó a decaer. El mar erosionó la villa, el tiempo y el descuido, destruyeron los mármoles, algunos de los cuales fueron reconstruidos en tiempos medievales.
En el siglo XVIII, una de las pequeñas cuevas acogió una capilla cristiana. Vestigios de esto son algunas hornacinas y la inscripción "AVE CRUX SANCTA".
Ya, en tiempos de la República de Italia, en 1957, durante la construcción de la carretera costera entre Terracina y Gaeta, se descubrió una gran cantidad de fragmentos de mármol. Esto inició las excavaciones científicas de la zona, y se descubrió los restos de la Villa de Trajano.
Actualmente, El tramo de mar frente a la villa y el promontorio está bajo concesión al WWF para la creación del área marina protegida OASIS AZUL.

## Descripción
La villa se extendía a lo largo de 300 metros de longitud a lo largo de la playa. Consta de zona de servicio, zona residenciales, balneario, estructuras para reservas de agua y un muelle privado. 
En época de Augusto, durante una importante renovación, las cuevas, en parte natural y en parte rectificada, albergaba una piscina circular conectada a otras exteriores, usados como piscifactoría. En el centro de la sala rectangular ubicada en el exterior de la cueva se encontraba el triclinio. El interior de la cueva estaba decorado con mosaicos de mármol y vidrio y decorado con monumentales grupos escultóricos inspirados en las hazañas de Odiseo.
La villa fue considerada una "espectacular decoración marítima".  Con un triclinio construido sobre un podio frente a la cueva principal, en el centro de una laguna. Una columnata estaba vallada y era necesario llegar en barco.
La cuenca del vivero estaba contigua proporcionada por querubines adyacentes. Frente a la cueva se ubicaron dos piscinas, una rectangular y otra circular. Se talló una piedra con la forma de un barco que llevaba el nombre de Barco de Argo.
En la cueva principal hay menciones de episodios de la Odisea. En esta cueva hay dos habitaciones. Una cueva secundaria tenía un sol de mármol y servía de comedor, y quizás fue el escenario del trágico derrumbe del 26 d. C.

## Estructura de la villa

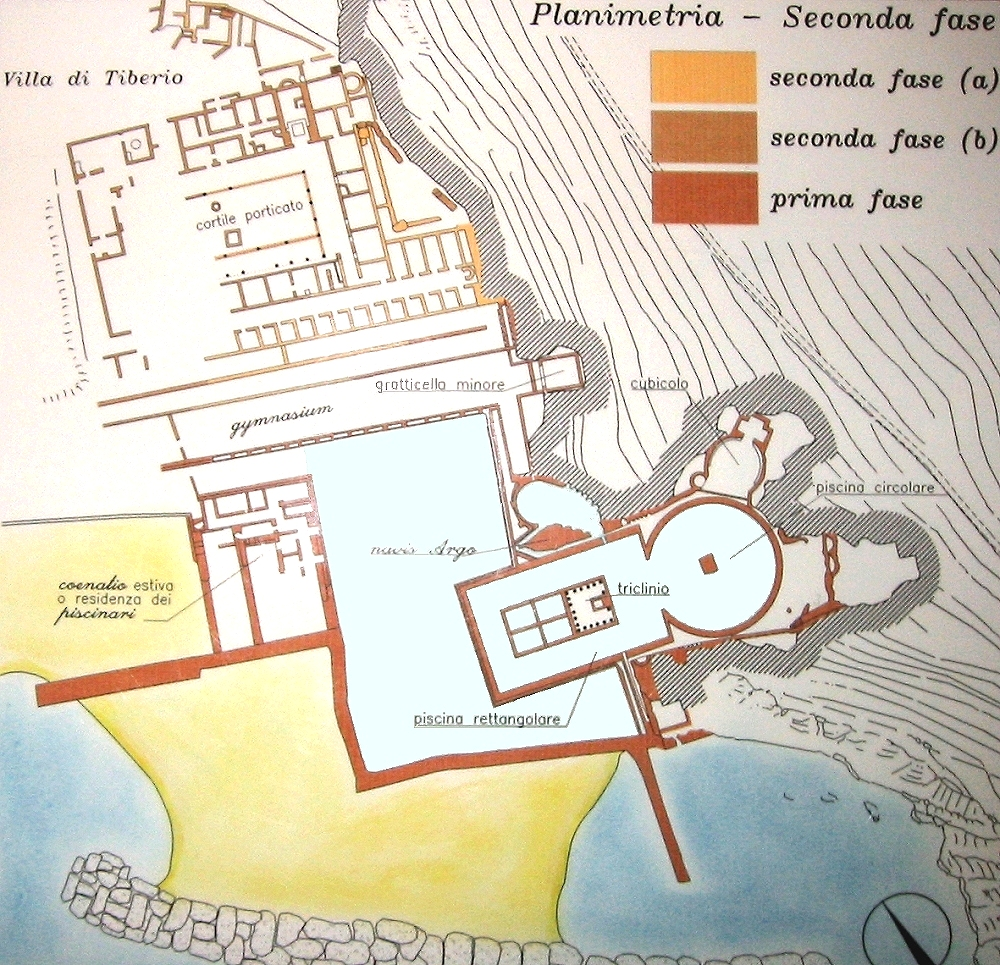
Plano de la villa donde se pueden apreciar las distintas fases.

La villa estaba formada por varios edificios dispuestos en terrazas irregulares frente al mar. Las primeras estructuras están relacionadas con una villa de finales de la época republicana, quizás perteneciente a Aufidio Lurcón, abuelo materno de Livia Drusila. La villa conserva una serie de habitaciones en torno a un patio-balcón, entre ellas habitaciones de servicio y hornos.
A principios del siglo I d. C. se añadió un largo pórtico de dos naves y la cueva natural adosada a la villa que enmarcaba la entrada de un prospecto arquitectónico se transformó parcialmente con intervenciones de mampostería y colocación de estructuras.
La cueva consta de una amplia cavidad principal, precedida por una gran piscina rectangular (vivero) con agua de mar, cuyo centro se construyó sobre una isla artificial que albergaba la caenatio (comedor) de verano. El tanque comunicaba con una piscina circular (de 12 m de diámetro), situada en el interior de la cueva, donde estaban ubicadas las estatuas del grupo de Escila.

En su cavidad principal había dos ambientes más pequeños: a la izquierda un ambiente de herradura, con el fondo de un triclinio, y a la derecha un ninfeo con cascadas y fuentes de agua, al fondo del cual había un nicho que albergaba a las estatuas del grupo de Polifemo. Entre la piscina circular y la piscina cuadrada se habían colocado dos grupos de esculturas de menor tamaño: el Rapimento del Palladio y el grupo de Ulisse che trascina il corpo di Achille (una copia del cual, mutilada y fragmentada, es la actual estatua de Pasquino en Roma ). Una escultura que representa a Ganime de rapito dall'aquila di Zeus estuvo una vez colocada muy por encima de la abertura de la cueva.

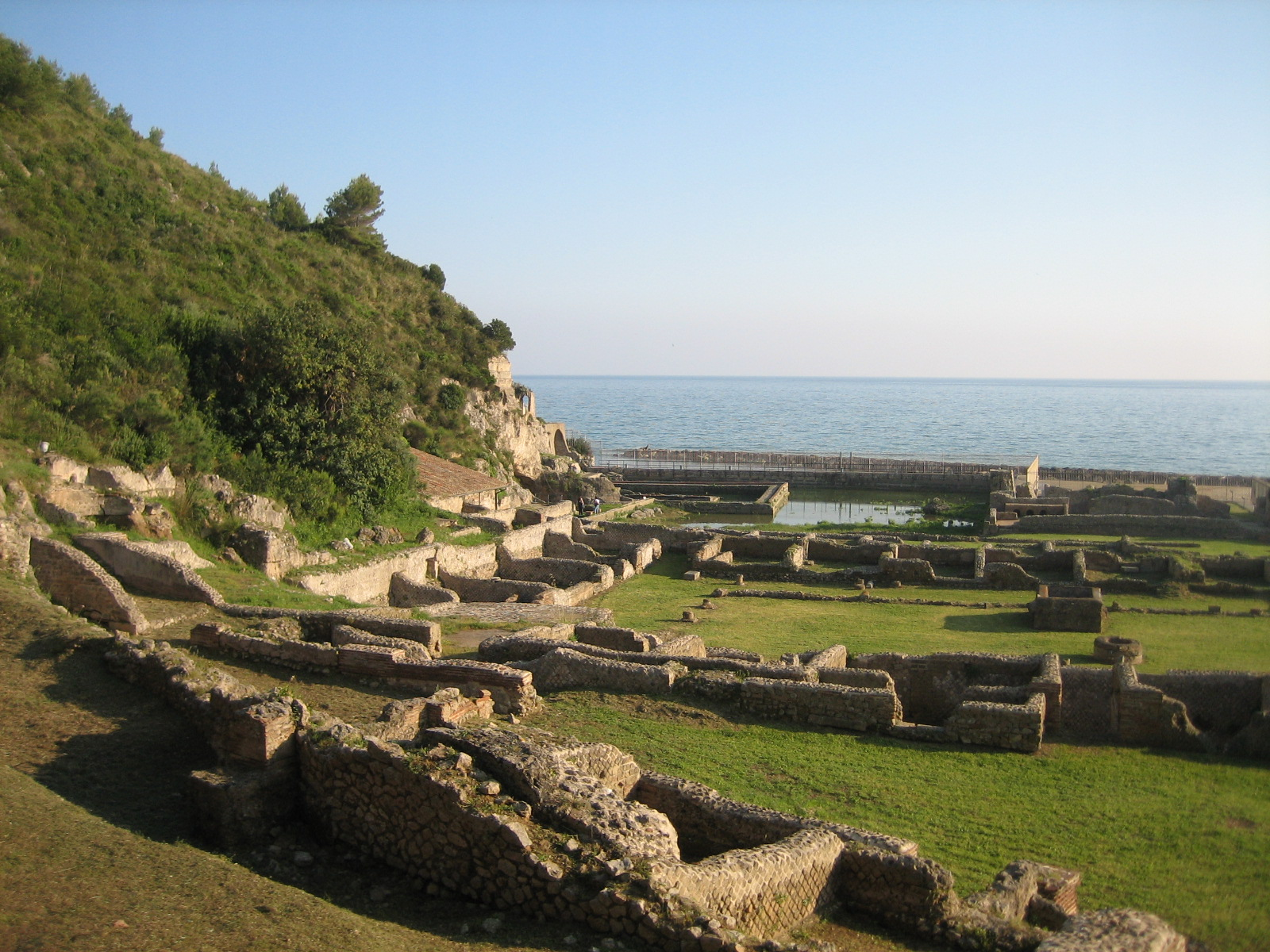
En primer plano se encuentran los restos del cuartel y la caballería, detrás de la piscina y el triclinio.
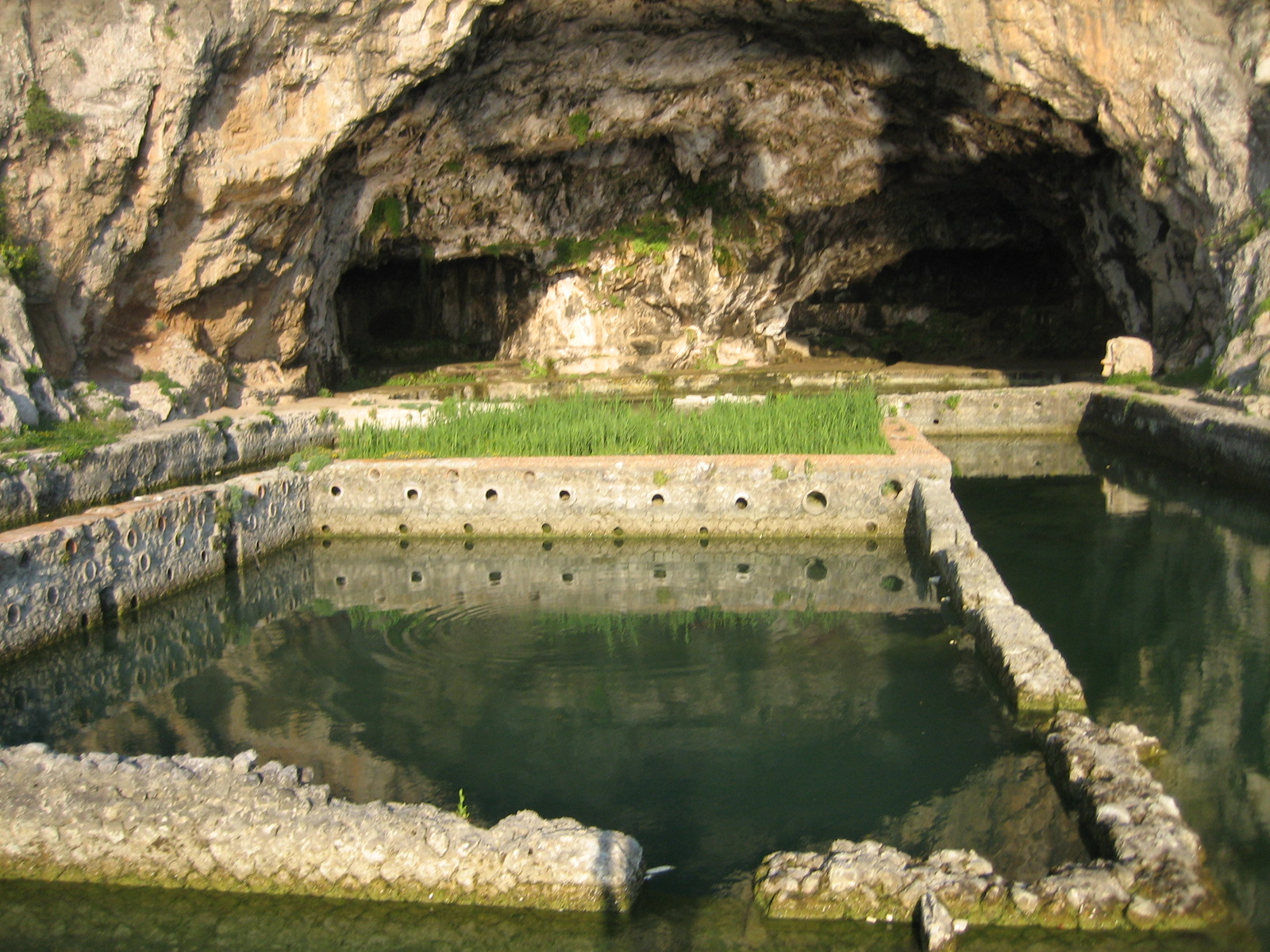
La cueva con la piscina y el triclinio.
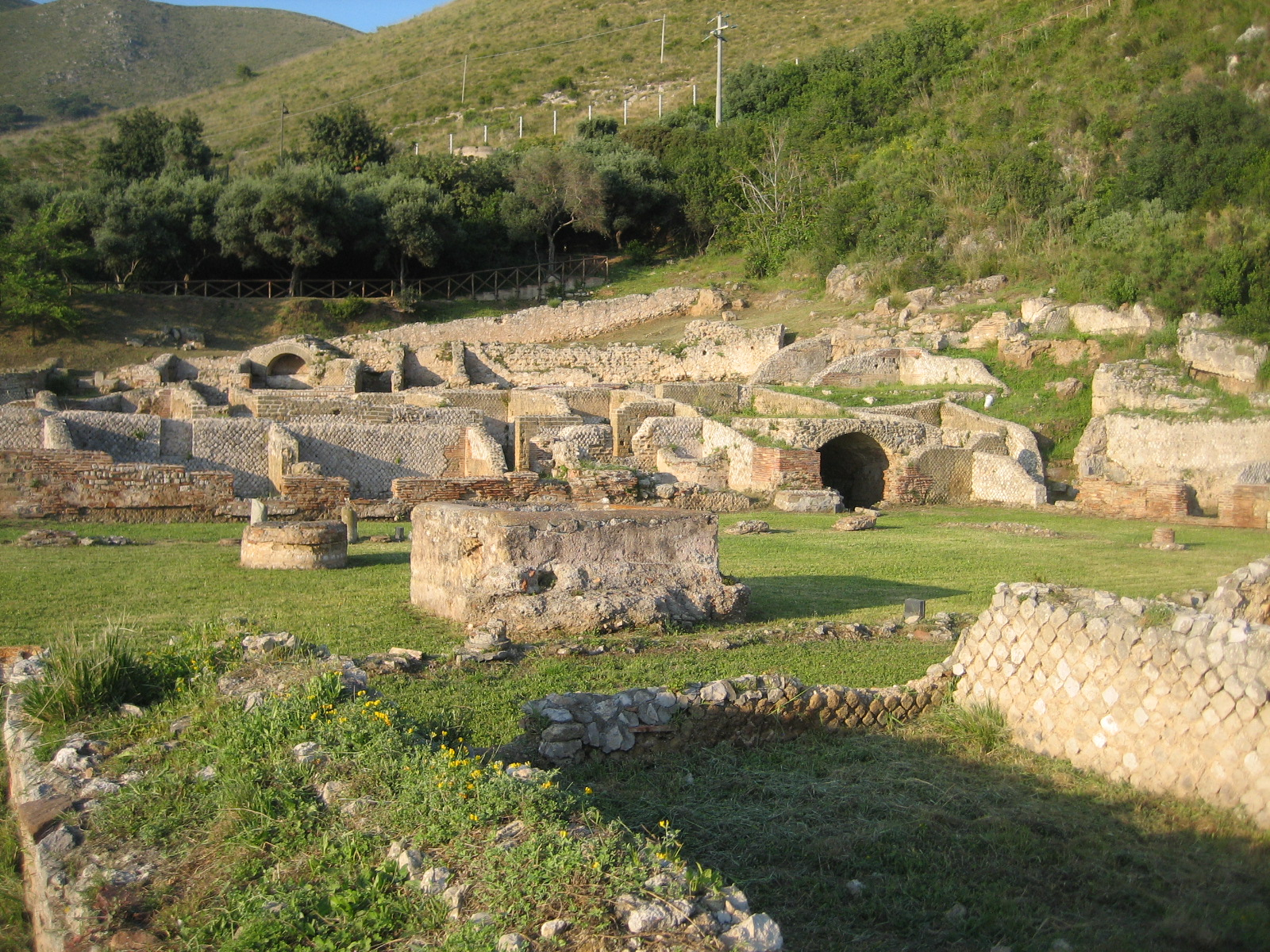
Restos del cuartel y caballería.
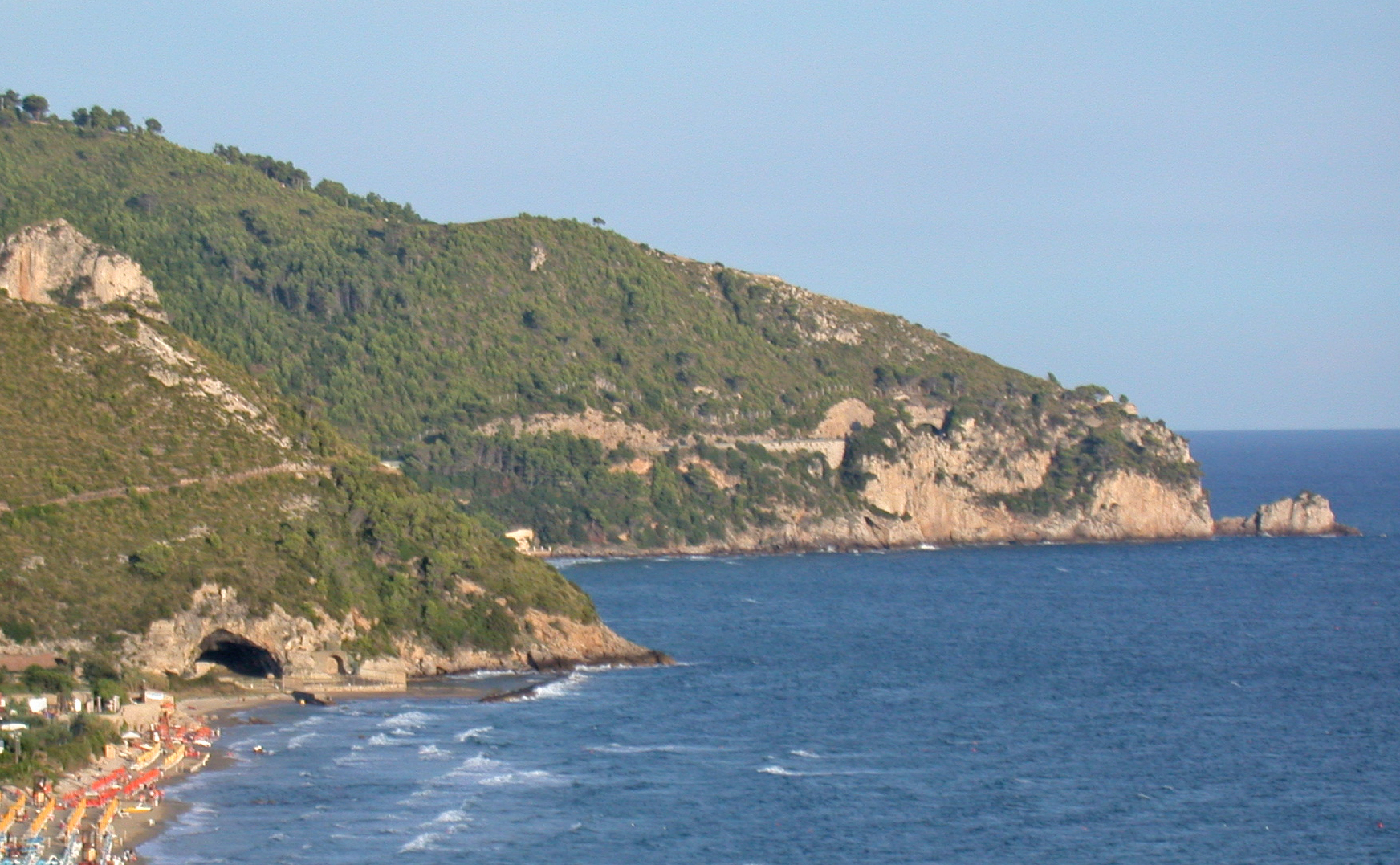
La posición de la cueva de Tiberio en la playa oriental de Sperlonga.

## Excavaciones
Durante la construcción de la carretera costera entre Terracina y Gaeta en 1957, se descubrió una gran cantidad de fragmentos de mármol, extraordinaria por la cantidad de escultura y el tamaño de los bloques. Las esculturas resultaron ser en algunos casos originales griegos de la época helenística (alrededor del 180 a. C.). Para albergar las esculturas encontradas, en 1963 se construyó el Museo Arqueológico Nacional de Sperlonga.

## Obras descubiertas en el sitio
La cueva principal estaba equipada con dos estatuas dedicadas a Odiseo. Las obras son copias de mármol y bronce. Se han encontrado fragmentos de una inscripción que llevaban los nombres de los escultores Agesandro, Atenodoro y Polidoro, autores del Laocoonte.
- El monstruo Escila atacando a los marineros, en el centro del estanque.
- El cíclope Polifemo cegado por Ulises y sus compañeros, a la entrada de la cueva.
- Menelao (o Aquiles) sostiene el cuerpo de Patroclo, en primer plano a la izquierda.
- En primer plano, a la derecha, Diomedes y Ulises expolian el Paladio.

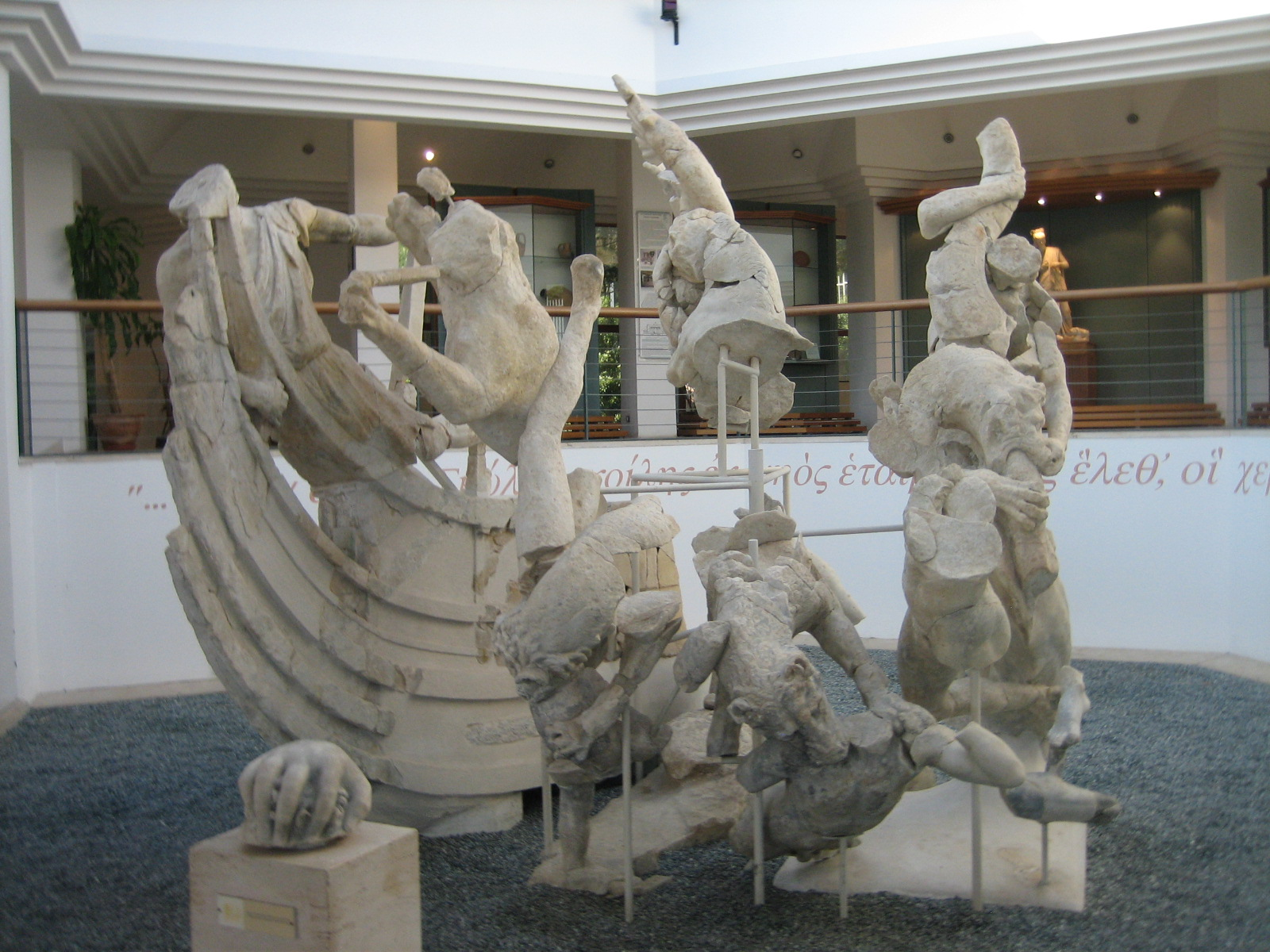
Grupo de Escila
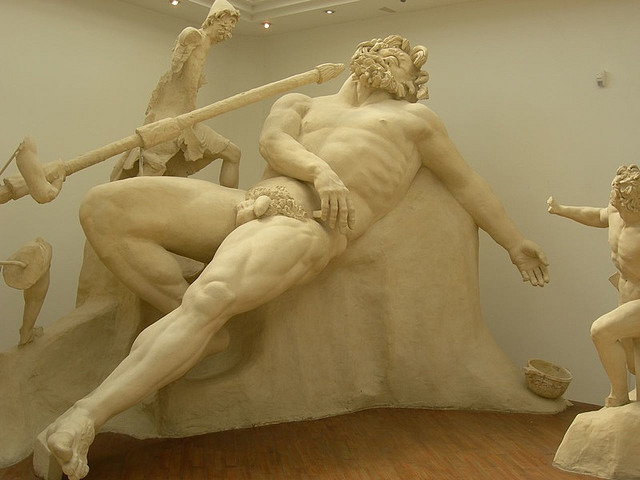
Grupo de Polifemo.
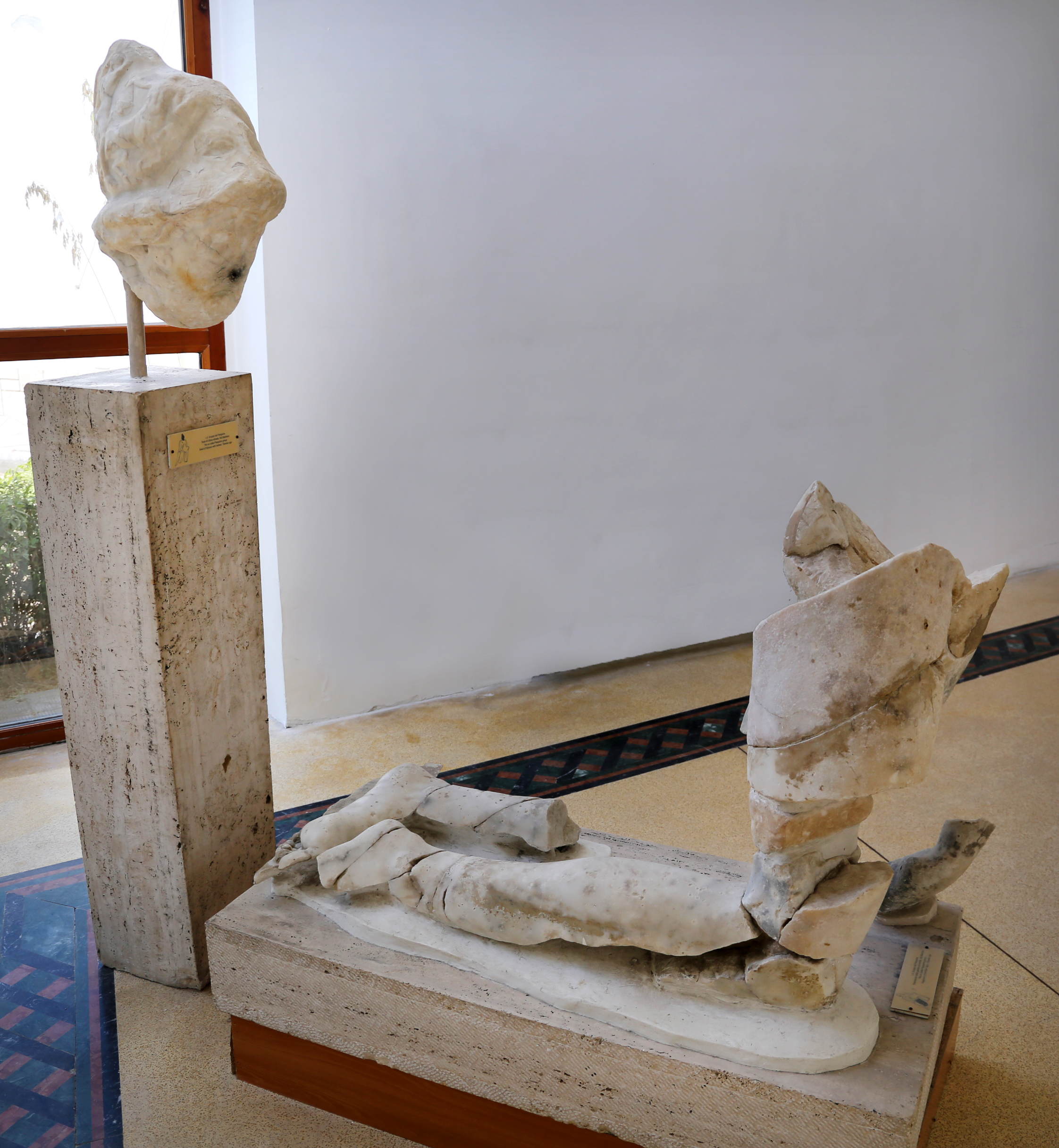
Grupo del pasquino
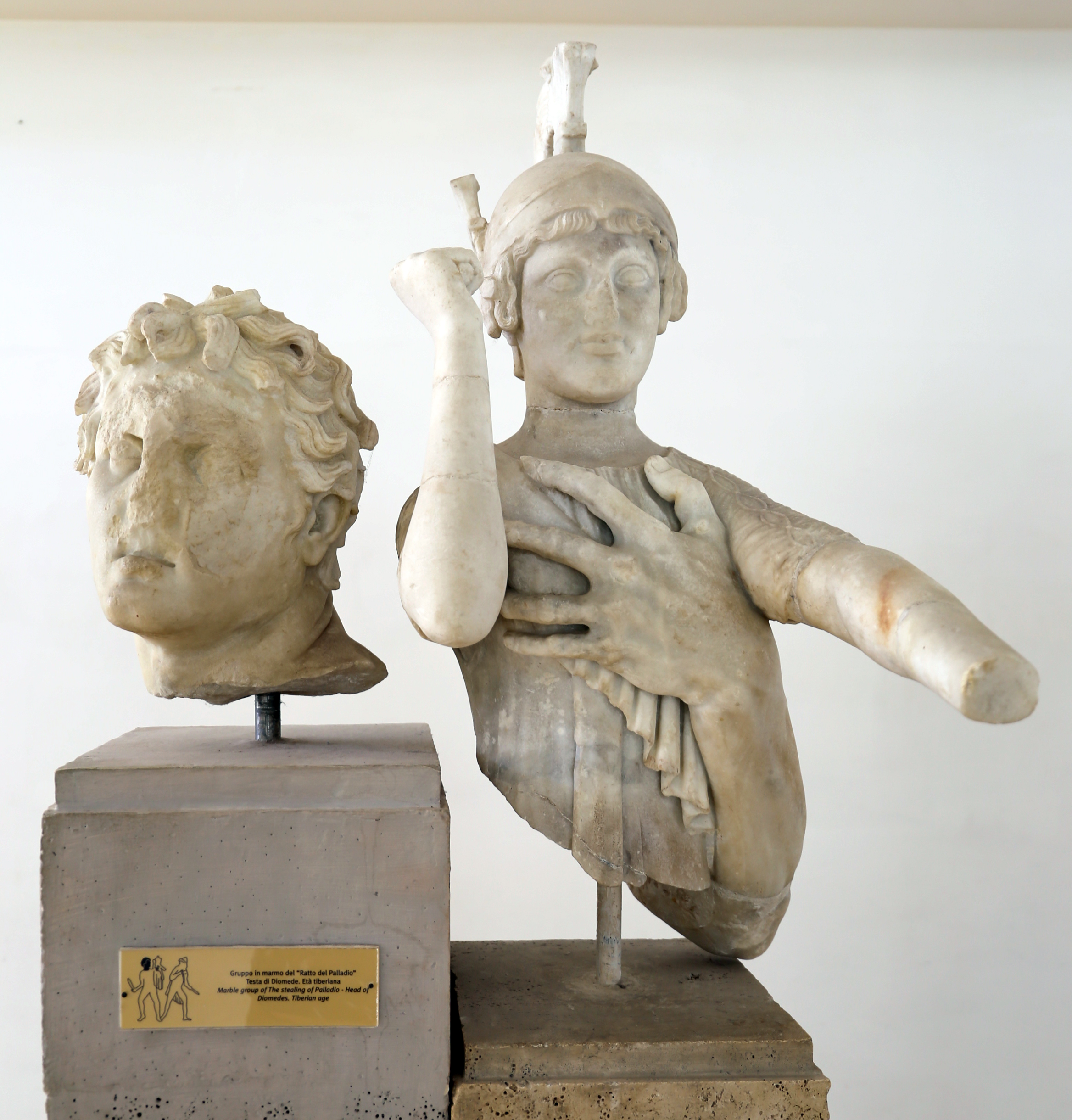
Grupo del Paladio